# Scartelaos
Scartelaos — рід риб родини Оксудеркових (Oxudercidae). Поширений на півночі Індійського океану та на заході Тихого океану.

## Класифікація
Рід містить чотири види
- Scartelaos cantoris (F. Day, 1871)
- Scartelaos gigas Y. T. Chu & H. W. Wu, 1963
- Scartelaos histophorus (Valenciennes, 1837)
- Scartelaos tenuis (F. Day, 1876)